# Gălășeni, Sălaj
Gălășeni este un sat în comuna Cuzăplac din județul Sălaj, Transilvania, România.